# Мовсесян, Мелист Егишевич
Мелист Егишевич Мовсесян (арм. Մելիստ Եղիշի Մովսեսյան; 20 июня 1929, Эривань — 29 мая 2010, Ереван) — советский и армянский физик, учёный в области оптики, доктор физико-математических наук, профессор, член-корреспондент АН Армянской ССР (1977), действительный член Академии наук Армении (1996).

## Биография
Родился 20 июня 1929 года в Эривани, Армянской ССР.
С 1947 по 1952 год обучался на физико-математическом факультете Ереванского государственного университета, который окончил с отличием. С 1953 по 1956 год обучался в аспирантуре этого университета.
С 1956 года на научно-исследовательской работе в Институте физических исследований Академии наук Армянской ССР в качестве научного и старшего научного сотрудника, с 1963 по 1972 год — руководитель радиационной лаборатории и проблемной лаборатории лучевой терапии, с 1972 года — заведующий отделом оптики.
С 1968 года помимо научно-исследовательской занимался и педагогической работой на физико-математическом факультете Ереванского государственного университета в качестве преподавателя, профессора и заведующего кафедрой оптики.

### Научно-педагогическая деятельность и вклад в науку
Основная научно-педагогическая деятельность М. Е. Мовсесяна была связана с вопросами в области радиологии и физической оптики, занимался исследованиями в области нелинейной оптики, резонансного три фотонного и комбинационного рассеяния в радиационных парах алкалоидных металлов.
В 1983 году защитил кандидатскую диссертацию, в 1973 году защитил докторскую диссертацию на соискание учёной степени доктор физико-математических наук по теме: «Исследование многофотонных процессов в газообразных и жидких средах». В 1983 году ВАК СССР ему было присвоено учёное звание профессор. В 1977 году он был избран член-корреспондентом АН Армянской ССР, в 1996 году — действительным членом Национальной академии наук Армении. М. Е. Мовсесяном было написано более двухсот научных работ в том числе монографий.
Скончался 29 мая 2010 года в Ереване.

## Основные труды
- Исследование многофотонных процессов в газообразных и жидких средах. — Москва, 1973. — 177 с.
- Отчет о командировке во Францию / АН СССР. ВИНИТИ. — Москва : [б. и.], 1975. — 11 с.
- Исследование вынужденного электронного комбинационного рассеяния света на магнитных подуровнях атомов калия / Р. Х. Дрампян, М. Е. Мовсесян. — Аштарак : [б. и.], 1976. — 18 с. (Препринт/ АН АрмССР. Ин-т физ. исследований; ИФИ-76-36)
- Релаксация светоиндуцированного намагничивания паров рубидия / Мовсесян М. Е., Мовсесян Р. Е., Ханбекян А. М. — Ереван : Изд-во АН АрмССР, 1987. (Препр. АН АрмССР, Ин-т физ. исслед.; ИФИ-86-122)
- Многофотонные резонансные процессы и намагничивание паров калия / Мовсесян М. Е., Мовсесян Р. Е., Ханбекян А. М. — Ереван : Изд-во АН АрмССР, 1987. — 14 с. (Препр. АН АрмССР, Ин-т физ. исслед.; ИФИ 87-128).
- Лазерная физика: Тр. конф., 10-24 окт. 1997, Аштарак, Армения / [Редкол.: М. Е. Мовсесян (пред.) и др.]. — [Аштарак] : Гитутюн, 1998. — 153 с[4]